# Dante Ghindani
Dante Ghindani (11 de junho de 1899, data de morte desconhecida) foi um ciclista italiano. Ele competiu em dois eventos nos Jogos Olímpicos de Antuérpia 1920; na estrada individual e por equipes.